# 500 miles d'Indianapolis 2002

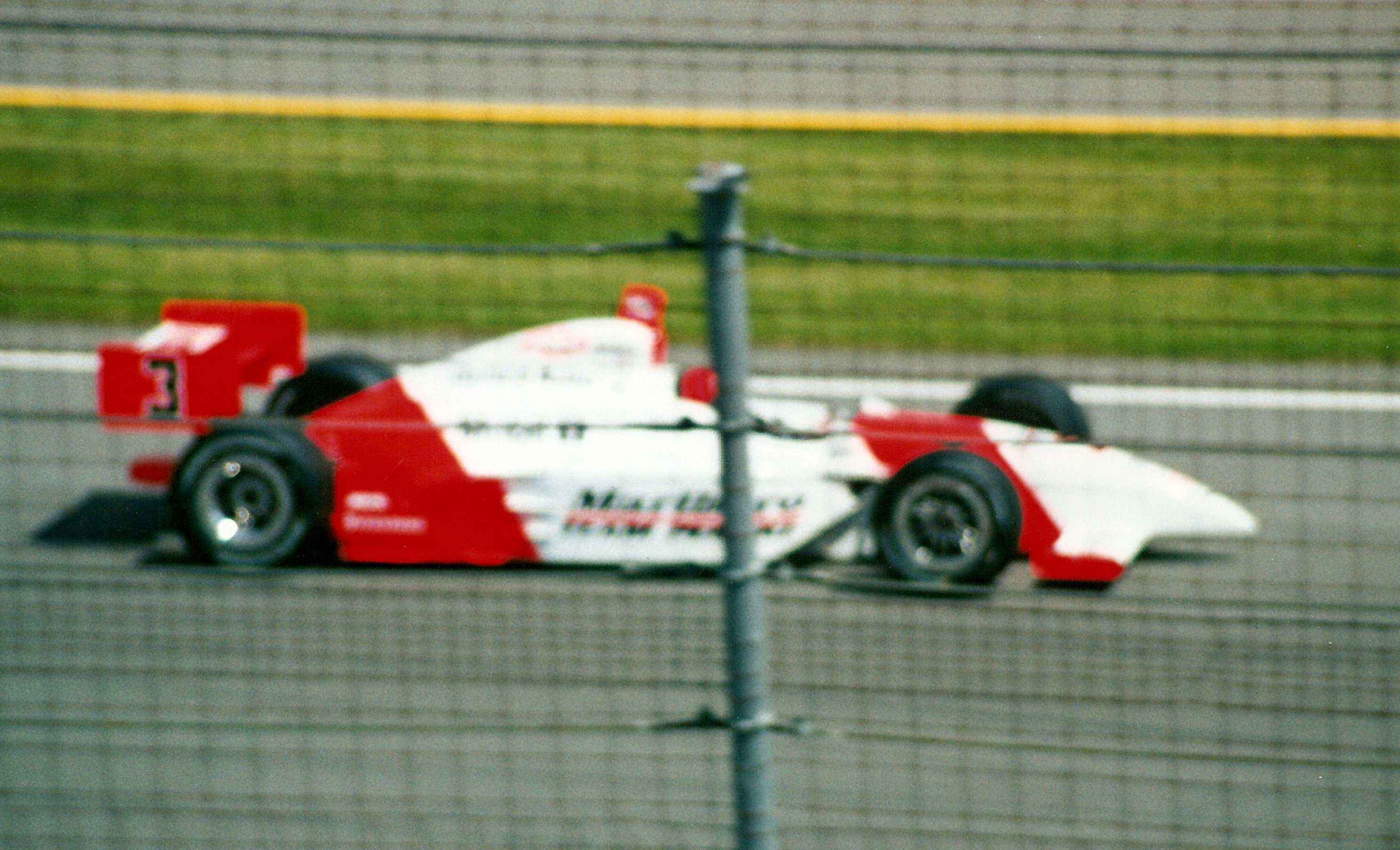
Hélio Castroneves remporte les 500 miles d'Indianapolis pour la deuxième fois consécutive.

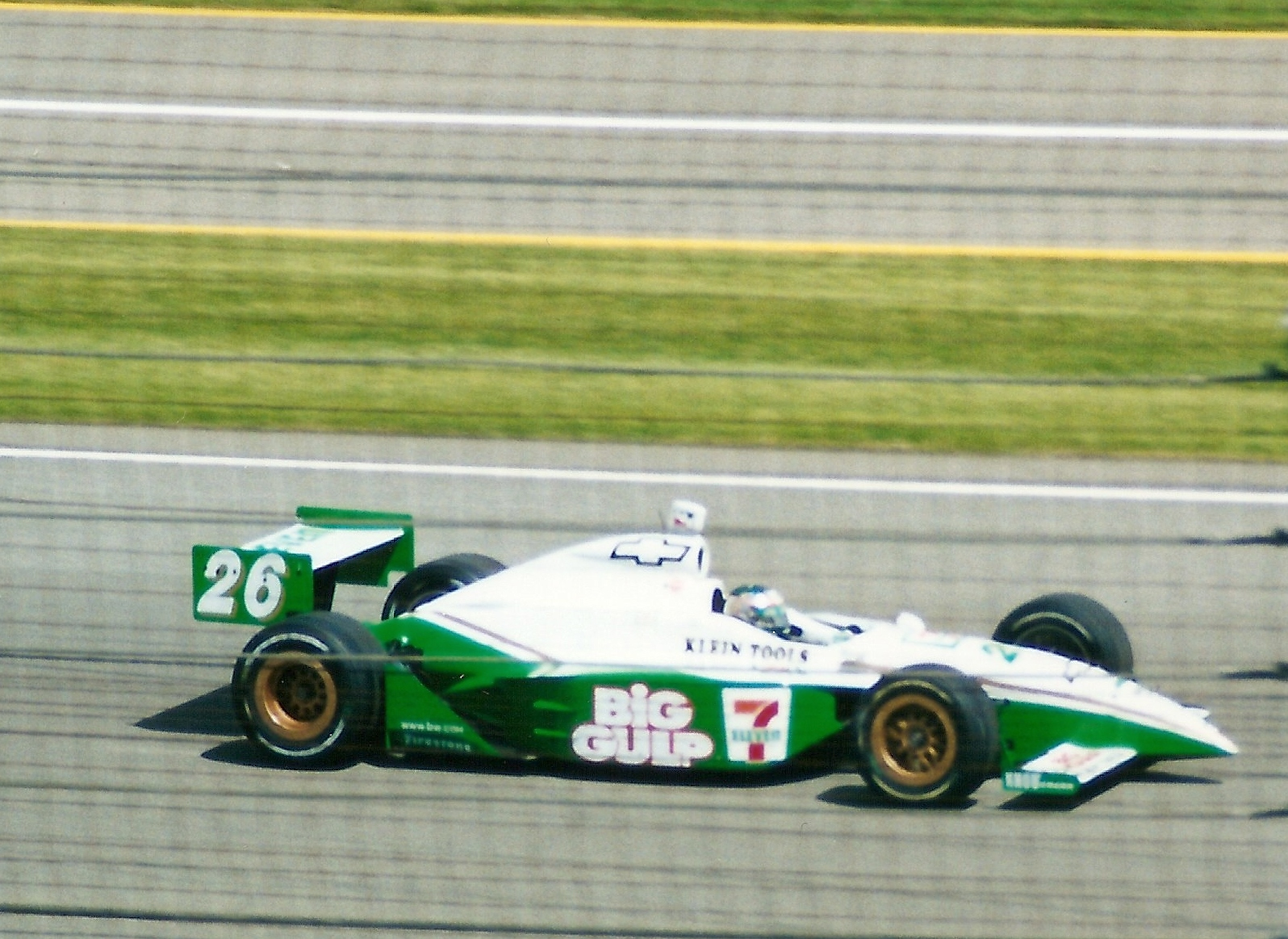
Malgré sa tentative de dépassement juste avant l'accident de Laurent Redon, Paul Tracy doit s'incliner face au pilote brésilien.

Les 500 miles d'Indianapolis 2002, disputés le 26 mai 2002 sur l'Indianapolis Motor Speedway, ont été remportés par le pilote brésilien Hélio Castroneves sur une Dallara-Chevrolet de l'écurie Penske Racing.

## Grille de départ
| Ligne | Intérieur         | Milieu        | Extérieur        |
| 1     | Bruno Junqueira   | Robbie Buhl   | Raul Boesel      |
| 2     | Felipe Giaffone   | Tony Kanaan   | Eddie Cheever    |
| 3     | Sam Hornish Jr.   | Scott Sharp   | Sarah Fisher     |
| 4     | Tomas Scheckter   | Robby Gordon  | Al Unser Jr.     |
| 5     | Hélio Castroneves | Gil de Ferran | Jeff Ward        |
| 6     | Laurent Redon     | Rick Treadway | Max Papis        |
| 7     | Jimmy Vasser      | Buddy Lazier  | Kenny Brack      |
| 8     | Richie Hearn      | Billy Boat    | Arie Luyendyk    |
| 9     | Michael Andretti  | Alex Barron   | Shigeaki Hattori |
| 10    | Dario Franchitti  | Paul Tracy    | Airton Daré      |
| 11    | Greg Ray          | George Mack   | Mark Dismore     |

La pole a été réalisée par Bruno Junqueira à la moyenne de 372,309 km/h. Il s'agit également du chrono le plus rapide des qualifications.

## Classement final
| no | Pilote               | Voiture           | Tours | Temps/Abandon     |
| 1  | Hélio Castroneves    | Dallara-Chevrolet | 200   |                   |
| 2  | Paul Tracy           | Dallara-Chevrolet | 200   |                   |
| 3  | Felipe Giaffone      | G-Force-Chevrolet | 200   |                   |
| 4  | Alex Barron (R)      | Dallara-Chevrolet | 200   |                   |
| 5  | Eddie Cheever        | Dallara-Infiniti  | 200   |                   |
| 6  | Richie Hearn         | Dallara-Chevrolet | 200   |                   |
| 7  | Michael Andretti     | Dallara-Chevrolet | 200   |                   |
| 8  | Robby Gordon         | Dallara-Chevrolet | 200   |                   |
| 9  | Jeff Ward            | G-Force-Chevrolet | 200   |                   |
| 10 | Gil de Ferran        | Dallara-Chevrolet | 200   |                   |
| 11 | Kenny Brack          | G-Force-Chevrolet | 200   |                   |
| 12 | Al Unser Jr.         | Dallara-Chevrolet | 199   |                   |
| 13 | Airton Daré          | Dallara-Chevrolet | 199   |                   |
| 14 | Arie Luyendyk        | G-Force-Chevrolet | 199   |                   |
| 15 | Buddy Lazier         | Dallara-Chevrolet | 198   | accident          |
| 16 | Robbie Buhl          | G-Force-Infiniti  | 198   |                   |
| 17 | George Mack (R)      | G-Force-Chevrolet | 198   |                   |
| 18 | Billy Boat           | Dallara-Chevrolet | 198   |                   |
| 19 | Dario Franchitti (R) | Dallara-Chevrolet | 197   |                   |
| 20 | Shigeaki Hattori (R) | Dallara-Infiniti  | 197   |                   |
| 21 | Raul Boesel          | Dallara-Chevrolet | 197   |                   |
| 22 | Laurent Redon (R)    | Dallara-Infiniti  | 196   | accident          |
| 23 | Max Papis (R)        | Dallara-Infiniti  | 196   |                   |
| 24 | Sarah Fisher         | G-Force-Infiniti  | 196   |                   |
| 25 | Sam Hornish Jr.      | Dallara-Chevrolet | 186   |                   |
| 26 | Tomas Scheckter (R)  | Dallara-Infiniti  | 172   | accident          |
| 27 | Scott Sharp          | Dallara-Chevrolet | 137   | moteur            |
| 28 | Tony Kanaan (R)      | G-Force-Chevrolet | 89    | accident          |
| 29 | Rick Treadway (R)    | G-Force-Chevrolet | 88    | accident          |
| 30 | Jimmy Vasser         | Dallara-Chevrolet | 87    | boite de vitesses |
| 31 | Bruno Junqueira      | G-Force-Chevrolet | 87    | boite de vitesses |
| 32 | Mark Dismore         | Dallara-Chevrolet | 58    | tenue de route    |
| 33 | Greg Ray             | Dallara-Chevrolet | 28    | accident          |

Un (R) indique que le pilote était éligible au trophée du "Rookie of the Year" (meilleur débutant de l'année), attribué à Alex Barron et Tomas Scheckter.